# Myleus lobatus
Myleus lobatus är en fiskart som först beskrevs av Valenciennes, 1850.  Myleus lobatus ingår i släktet Myleus och familjen Characidae. Inga underarter finns listade i Catalogue of Life.